# Bölöny József (jogász)
Bölöny József (Kismarton, 1903. május 26. – Budapest, 1990. augusztus 21.) jogász, történész, archontológus, a Szent István Akadémia tagja.

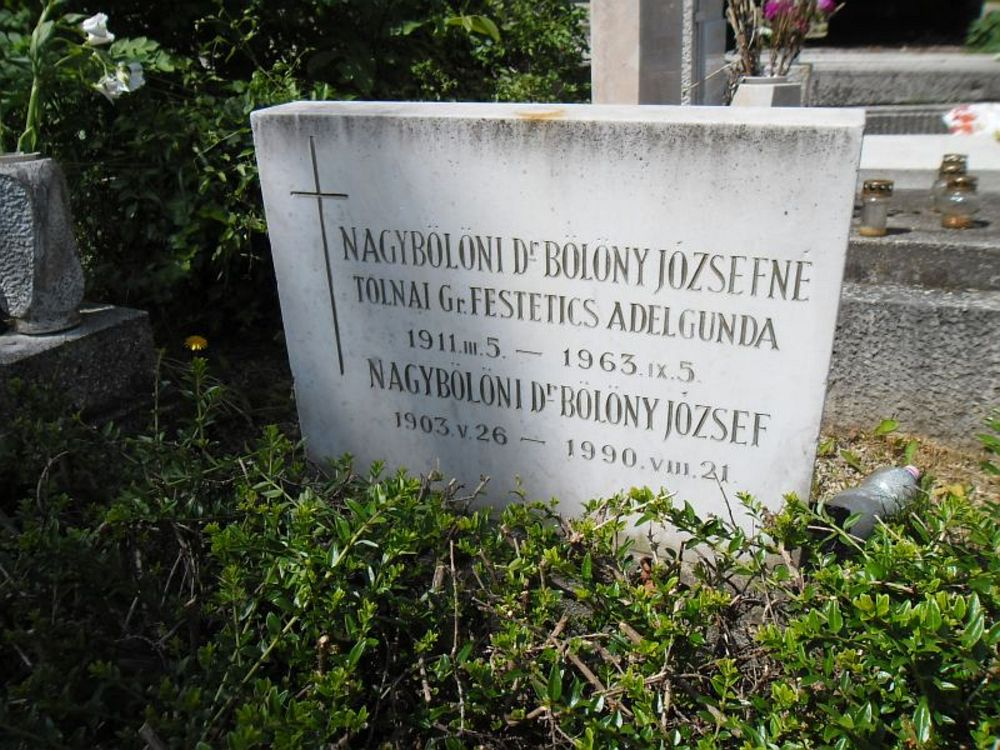
Sírja a Farkasréti temetőben (44/1-1-11)

## Élete
Bölöny Ödön gazdatiszt és Faludy Mária fiaként született. 1921-ben tett érettségit a pécsi főgimnáziumban. 1925-ben a budapesti tudományegyetemen jogtudományi doktori oklevelet szerzett, majd 1930-ban bírói és ügyvédi vizsgát tett. Ezt követően ügyvédként dolgozott, és 1938-ban habilitált Pécsett, majd 1943-ban Budapesten jogból. 1938-tól 1943-ig a pécsi Erzsébet Tudományegyetem magántanára, 1943-tól 1948-ig nyilvános rendkívüli tanára. 1941 és 1945 között a szabadkai jogakadémián a magyar közjog rendes tanára.
Az 1930-as évek végén, az 1940-es évek elején a Magyar Nemzetbe vezércikkeket írt. 1945-ben igazságügyi miniszteri felkérésre elkészítette az államhatalom gyakorlásáról szóló törvénytervezetet. Ehhez a kiküldött pártközi bizottság segítségét is igénybe vette. 1946-ban a köztársasági törvénytervezetet felülvizsgáló bizottság tagja volt. Ő volt a Bárdossy-féle per közjogi szakértője is. 1945-től a Kúriai Ügyvédi tanács tagja volt. Ez a tisztsége a Kúria megszűnésekor szűnt meg. Emellett 1945 és 1949 között tagja volt az egységes bírói és ügyvédi vizsgálóbizottságnak is. 1947-ben a Szent István Akadémia tagjává választották.
Harmincnál több jogtudományi művet írt. Idősebb korában komolyabb archontológiai kutatásokat folytatott. Ennek eredménye az újabb, és újabb kiadásokban megjelenő Magyarország kormányai című mű. 1990-es halála után a bővítésekhez leánya, Takács Józsefné adta át kiadatlan jegyzeteit az új kiadást előkészítő Hubai Lászlónak.
1942-ben nősült, felesége Festetics Adelgunda. Festetics Adelgunda szülei Festetics Bennó,  Antony Irén.

## Művei

### Folyóiratcikkek
- Vita a kormányzói jogkörről. (Az ország útja, 1937)
- A mentelmi jog de lege ferenda. (Jogállam, 1938)
- Pihent szemmel – az olvasó érdekében. 1–6. (Századok, 1968–1972)
- Sacra Regni Corona. (Történelmi Szemle, 1978)
- Gondolatok az archontológiáról és a kritikáról. (Levéltári Szemle, 1978)

### Önálló könyvek
- Királyi hatalom és kormányzói jogkör. (Budapest, 1933)
- Alkotmányjogi értekezlet és oktrojált választójog. (Budapest, 1935)
- A kormányzói jogkör kiterjesztésének kérdéséhez. Közjogi tanulmány. (Budapest, 1936)
- Az 1937:XIX. t. c. a kormányzói jogkör kiterjesztéséről és a kormányzóválasztásról. A törvény rendelkező részének, indoklásának és a javaslat parlamenti tárgyalásának ismertetése, közjogi bírálata és tanulságai. (Budapest, 1937)
- Mentelmi jog. Monográfia. (Budapest, 1937)
- Ideiglenes államjogi berendezésünk jogalapja. (Budapest, 1938)
- Összeférhetetlenségi és mentelmi jog. (Budapest, 1938)
- Vita az országgyűlés feloszlatásának törvényességéről. (Budapest, 1939)
- A román alkotmányok és a kisebbségi kérdés. (Pécs, 1940)
- A kárpátaljai vajdaságról és annak önkormányzatáról szóló törvényjavaslat bírálata. (Magyar Közigazgatás Könyvtára. 12. Budapest, 1940)
- Történelmi alkotmányunk és a ’48-as fejlődés. (Magyar Közigazgatás Könyvtára. 14. Budapest, 1941)
- A magyar közjog időszerű kérdései. 1–2. (Budapest, 1941–1942)
- A kormányzói méltóság a magyar alkotmányban. (Nagymagyarország könyvtára. 3. Budapest, 1942)
- Magyar közjog. 1–3. köt. Egyetemi tankönyv. (Budapest, 1942–1943)
- Jogalkotás a magyar demokráciában. (Budapest, 1945)
- Közös miniszterek–horvát bánok–fiumei kormányzók. 1867–1918. (Budapest, 1977)
- Magyarország kormányai. 1848–1975. (A Magyar Országos Levéltár kiadványai. Levéltártan és történeti forrástudományok. 1–2. kiad. Budapest, 1978)
  - Magyarország kormányai. 1848–1987. Csatolva: közös miniszterek, horvát bánok, fiumei kormányzók. (3. bőv. kiad. Budapest, 1987)
  - Magyarország kormányai. 1848–1992. Az 1987–1992. közötti időszakot feldolgozta és a kötetet sajtó alá rendezte Hubai László. (4. bőv. és jav. kiad. Budapest, 1992)
  - Magyarország kormányai. 1848–2004. Az 1987–2004. közötti időszakot feldolgozta és a kötetet sajtó alá rendezte Hubai László. (5. bőv. és jav. kiad. Budapest, 2004)

Kéziratban maradt: 
- Magyarok a nagyvilágban. Életpályák századunkból. (1974–1981)
- A Magyarország kormányai 4. kiadásában (18. o.) a szerző arról ír, hogy elkészítette a Parlamenti tisztségviselők 1848–1984 című művét is, amelyet átadott az Országgyűlési Könyvtárnak. Ez a munka nyomtatott kiadásban azóta sem jelent meg.

### Szerkesztett művei
- Történelmünk a jogalkotások tükrében. Sarkalatos honi törvényeinkből. Összeáll. Beér János, Csizmadia Andor. A rendeleteket válogatta Bölöny József. (Budapest, 1966)

### Műfordításai
- Labriola, A.: Tanulmányok a történeti materializmusról (Budapest, 1966)